# Стари надгробни споменици у Брајићима
Стари надгробни споменици у Брајићима (Општина Горњи Милановац) представљају важан извор података за проучавање генезе становништва овог подсувоборског села.

## Брајићи
Атар села Брајићи простире се на ободу северозападног дела општине Горњи Милановац и граничи са селима Коштунићи, Теочин, Полом и љишким селом Ба. Преко Брајића пролази деоница пута Горњи Милановац-Ваљево.
По легенди, насеље је добило име по досељеницима из Црне Горе који су првобитно населили најстрмији део села Косица. Село је разбијеног типа и подељено на више заселака. Сеоска слава је Спасовдан.

### Сеоско гробље
Брајићско гробље данас се налази се у атару села Теочин, у непосредној близини пута за Равну гору. Гробље је омањих димензија, неуређено у најстаријем делу. Преовладавају споменици у облику крста и стуба (са карактеристичном покривком, или без ње). Међу најстарије споменике убраја се омањи надгробник у облику заобљене плоче са стилизованим урезом које асоцира на распеће. У појединим случајевима споменици су боље обрађени, што сведочи о економском статусу тих фамилија. По лепоти обраде издваја се надгробник са узвишеним крстом, рад Уроша Марковића, каменоресца из села Прањани.